# Giuseppe Bennati
Giuseppe Bennati (Pitigliano, 4 gennaio 1921 – Milano, 27 settembre 2006) è stato un regista e sceneggiatore italiano.

## Biografia
Frequentò il Centro sperimentale di cinematografia, interrompendo gli studi a causa della guerra. Nel dopoguerra diresse alcuni documentari ed esordì nel lungometraggio nel 1951 con il film Il microfono è vostro.
Il successivo film, Amore selvaggio (1953), destò l'interesse della critica e lo impose come narratore. Buon successo ottennero anche i successivi La mina (1958) con Antonio Cifariello, e Labbra rosse (1960), pellicola che in qualche misura anticipò i temi di Lolita (1962) di Stanley Kubrick.
In Congo vivo (1962) affrontò i problemi sociali e politici delle nuove realtà nell'Africa indipendente.
Per la Rai realizzò nel 1970 Marcovaldo, una miniserie tratta dall'omonimo romanzo di Italo Calvino.
Il suo ultimo lavoro, il film giallo L'assassino ha riservato nove poltrone, risale al 1974.
Morì a Milano nel 2006.

## Filmografia

### Regista
- Il microfono è vostro (1951)
- Amore selvaggio (1953)
- Musoduro (1953)
- Non scherzare con le donne (1955)
- Operazione notte (1957)
- La mina (1958)
- L'amico del giaguaro (1959)
- Labbra rosse (1960)
- Congo vivo (1962)
- Marcovaldo (1970) Miniserie TV
- L'assassino ha riservato nove poltrone (1974)

### Sceneggiatore
- La valigia dei sogni, regia di Luigi Comencini (1953)